# 佐治道貞
佐治道貞（さじ みちさだ）は、平安時代末期の武士。尾張道貞とも記される。通称は四郎。

## 略歴
本姓を尾張氏といい、八上郡司の尾張氏の一族であり、佐治郷司を務めていた。
一説によれば『因幡民談記』などの言う佐治氏の始祖・佐治四郎とは道貞のことであるとされる。道貞は佐治郷の開発に努め、江戸時代には「切明大明神」として奉られた。『因幡志』には智頭郡刈地村（現・鳥取市佐治町刈地）に道貞のものと伝わる五輪塔（宝印篋塔）が存在するとの記述がある。子の曳田康貞、重貞はそれぞれ曳田郷、佐治郷を支配した。